# علاج جهازي
العلاج الجهازي (بالإنجليزية: Systemic treatment)‏ أو الإعطاء الجهازي (بالإنجليزية: Systemic administration)‏ هو أحد طرق إعطاء الدواء أو الغذاء أو أي مادة أخرى إلى جهاز الدوران لذلك فإن كل الجسم سوف يتأثر.
قد يكون الإعطاء عن طريق مسارات الجهاز الهضمي (امتصاص الدواء عن طريق القناة الهضمية) أو عن طريق الحقن (عن طريق الحقن المباشر أو التقطير الوريدي أو الغرس).
بالضد من العلاج الجهازي يوجد العلاج الموضعي والذي يكون تأثيره موضعيا بصورة عامة ( في مكان إعطاء الدواء).